# Archoleptoneta obscura
Archoleptoneta obscura là một loài nhện trong họ Leptonetidae.
Loài này thuộc chi Archoleptoneta. Archoleptoneta obscura được Willis J. Gertsch miêu tả năm 1974.